# Svenska biet

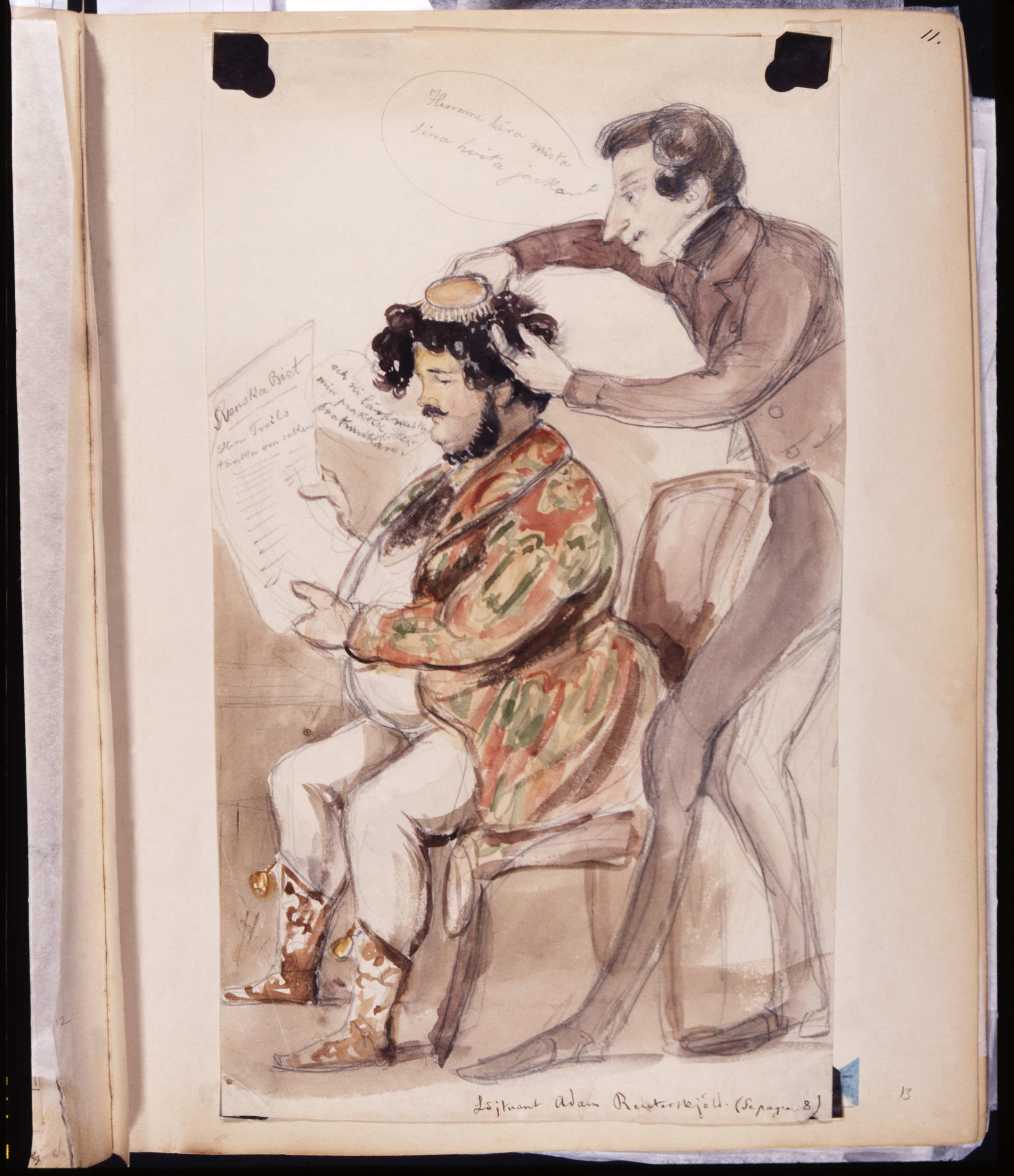
Löjtnant Adam Reuterskjöld läser Svenska Biet. Akvarell av Fritz von Dardel.

Svenska biet var en tidning som gavs ut i Stockholm och som hade en konservativ stil. Tidningen började utgivas som ett veckoblad i maj 1839 såsom en fortsättning på Lottsedeln, under 1840 3–4 gånger i veckan och därefter som en daglig morgontidning till utgången av 1844 med en tynande tillvaro efter Karl XIV Johans död. 
Utgivare och redaktörer var Olof Hammardahl 1839 och Johan. Carl Hellberg 1840-44 med J. G. Wahlström och Christoffer Olofsson Angelsdorff som medredaktörer. Medarbetare på tidningen var Bernhard von Beskow, Hans Järta, K. T. Järta, J. A. von Hartmansdorff, K. J. af Wingård, G. Löwenhielm, K. A. Gyllenhaal., J. A. Hazelius, P. D. A. Atterbom, J. E. Rydqvist och K. J. Lenström.
B. von Beskow var främst försvarare av Karl XIV Johans politik mot den liberala oppositionspressen, främst Aftonbladet. Den hade ringa spridning och var ekonomiskt helt beroende av understöd från kungen och ledande konservativa.  Efter kungens död “släpade sig Svenska biet endast med svårighet fram till årets slut.”